# حبيل شواكة (المسيمير)

تعديل مصدري - تعديل

حبيل شواكة هي إحدى قرى عزلة المسيمير بمديرية المسيمير التابعة لمحافظة لحج، بلغ تعداد سكانها 27 نسمة حسب تعداد اليمن لعام 2004.